# 七月协定
七月协定（德語：Juliabkomment）指的是奥地利联邦国和納粹德國在1936年7月11日签订的协议，该协定的官方性质为君子協定。起初，双方都未将协定内容发表出去。代表两国商议协定的分别是德国驻奥大使弗朗茨·馮·帕彭和奥地利总理库尔特·舒施尼格。
七月协定共有十项条文。德国承认奥地利的“完全主权”。德方保证不再干涉奥地利内政，并停止对奥地利纳粹主义的支持。作为回应，奥地利保证会赦免被监禁的奥地利纳粹主义分子，并让两位奥地利纳粹主义政客加入政府。德方同意撤销千元马克禁令，奥方则同意与德方在外交政策方面保持一致步调。协定中还包含了关于双方共同管理媒体和设立共同文化目标的内容。奥方同意承认本国为“德意志国家”。 
协定签订后，舒施尼格遂分别任命纳粹分子埃德蒙德·格莱斯-霍斯特瑙以及吉多·施密特为不管部长以及外交部长。但奥地利的德意志国家社会主义工人党的非法地位没有改变，而德国也在试图达成目的的过程中不再采取咄咄逼人的手段。不到两年后，德国就吞并了奥地利（德奧合併）。